# Tour Méditerranéen 2002
Il Tour Méditerranéen 2002, ventinovesima edizione della corsa, si svolse dal 13 al 17 febbraio su un percorso di 613 km ripartiti in 5 tappe. Fu vinta dall'italiano Michele Bartoli della Fassa Bortolo davanti al suo connazionale e compagno di squadra Paolo Tiralongo e all'olandese Michael Boogerd.

## Tappe
| Tappa  | Data        | Percorso                                            | km  | Vincitore di tappa  | Leader cl. generale |
| ------ | ----------- | --------------------------------------------------- | --- | ------------------- | ------------------- |
| 1ª     | 13 febbraio | Salon-de-Provence > Berre-l'Étang (cron. a squadre) | 36  | Fassa Bortolo       | Michele Bartoli     |
| 2ª     | 14 febbraio | Bouc-Bel-Air > Le Cannet                            | 168 | Mario Cipollini     | Alessandro Petacchi |
| 3ª     | 15 febbraio | Villeneuve-Loubet > Hyères                          | 142 | Giovanni Lombardi   | Alessandro Petacchi |
| 4ª     | 16 febbraio | La Londe-les-Maures > Mont Faron                    | 147 | Michele Bartoli     | Michele Bartoli     |
| 5ª     | 17 febbraio | Rousset > Marsiglia                                 | 120 | Alessandro Petacchi | Michele Bartoli     |
| Totale | Totale      | Totale                                              | 613 |                     |                     |

## Dettagli delle tappe

### 1ª tappa
- 13 febbraio: Salon-de-Provence > Berre-l'Étang (cron. a squadre) – 36 km

| Pos. | Squadra          | Tempo  |
| ---- | ---------------- | ------ |
| 1    | Fassa Bortolo    | 38'10" |
| 2    | Crédit Agricole  | a 7"   |
| 3    | Mapei-Quick Step | a 10"  |

| Pos. | Corridore       | Squadra     | Tempo  |
| ---- | --------------- | ----------- | ------ |
| 1    | Michele Bartoli | Fassa Bort. | 38'10" |
| 2    | Fabio Baldato   | Fassa Bort. | s.t.   |
| 3    | Roberto Petito  | Fassa Bort. | s.t.   |

### 2ª tappa
- 14 febbraio: Bouc-Bel-Air > Le Cannet – 168 km

| Pos. | Corridore         | Squadra      | Tempo    |
| ---- | ----------------- | ------------ | -------- |
| 1    | Mario Cipollini   | Acqua & S.   | 4h24'35" |
| 2    | Thor Hushovd      | Cr. Agricole | s.t.     |
| 3    | Gabriele Balducci | Tacconi Sp.  | s.t.     |

| Pos. | Corridore           | Squadra     | Tempo    |
| ---- | ------------------- | ----------- | -------- |
| 1    | Alessandro Petacchi | Fassa Bort. | 5h02'45" |
| 2    | Michele Bartoli     | Fassa Bort. | s.t.     |
| 3    | Roberto Petito      | Fassa Bort. | s.t.     |

### 3ª tappa
- 15 febbraio: Villeneuve-Loubet > Hyères – 142 km

| Pos. | Corridore         | Squadra    | Tempo    |
| ---- | ----------------- | ---------- | -------- |
| 1    | Giovanni Lombardi | Acqua & S. | 3h21'43" |
| 2    | Robbie McEwen     | Lotto      | s.t.     |
| 3    | Baden Cooke       | fdjeux.com | s.t.     |

| Pos. | Corridore           | Squadra     | Tempo    |
| ---- | ------------------- | ----------- | -------- |
| 1    | Alessandro Petacchi | Fassa Bort. | 8h24'30" |
| 2    | Michele Bartoli     | Fassa Bort. | s.t.     |
| 3    | Nicola Loda         | Fassa Bort. | s.t.     |

### 4ª tappa
- 16 febbraio: La Londe-les-Maures > Mont Faron – 147 km

| Pos. | Corridore       | Squadra     | Tempo    |
| ---- | --------------- | ----------- | -------- |
| 1    | Michele Bartoli | Fassa Bort. | 3h56'22" |
| 2    | Paolo Tiralongo | Fassa Bort. | a 1'07"  |
| 3    | Denis Lunghi    | Colpack     | a 1'09"  |

| Pos. | Corridore       | Squadra     | Tempo     |
| ---- | --------------- | ----------- | --------- |
| 1    | Michele Bartoli | Fassa Bort. | 12h20'42" |
| 2    | Paolo Tiralongo | Fassa Bort. | a 1'11"   |
| 3    | Michael Boogerd | Rabobank    | a 2'05"   |

### 5ª tappa
- 17 febbraio: Rousset > Marsiglia – 120 km

| Pos. | Corridore           | Squadra      | Tempo    |
| ---- | ------------------- | ------------ | -------- |
| 1    | Alessandro Petacchi | Fassa Bort.  | 2h57'31" |
| 2    | Mario Cipollini     | Acqua & S.   | s.t.     |
| 3    | Stuart O'Grady      | Cr. Agricole | s.t.     |

| Pos. | Corridore       | Squadra     | Tempo     |
| ---- | --------------- | ----------- | --------- |
| 1    | Michele Bartoli | Fassa Bort. | 15h18'13" |
| 2    | Paolo Tiralongo | Fassa Bort. | a 1'11"   |
| 3    | Michael Boogerd | Rabobank    | a 2'05"   |

## Classifiche finali

### Classifica generale
| Pos. | Corridore        | Squadra     | Tempo     |
| ---- | ---------------- | ----------- | --------- |
| 1    | Michele Bartoli  | Fassa Bort. | 15h18'13" |
| 2    | Paolo Tiralongo  | Fassa Bort. | a 1'11"   |
| 3    | Michael Boogerd  | Rabobank    | a 2'05"   |
| 4    | Markus Zberg     | Rabobank    | a 2'12"   |
| 5    | Danilo Di Luca   | Saeco       | a 2'37"   |
| 6    | Eddy Mazzoleni   | Tacconi     | a 3'16"   |
| 7    | Guido Trenti     | Acqua & S.  | a 3'31"   |
| 8    | Grischa Niermann | Rabobank    | a 3'45"   |
| 9    | Oscar Camenzind  | Phonak      | a 3'51"   |
| 10   | Kevin Hulsmans   | Mapei       | a 3'55"   |